# سعيد حجاج
سعيد حجاج (مواليد 29 سبتمبر 1964 في القاهرة) هو شاعر وكاتب مسرحي مصري، نُشرت معظم أشعاره وقصصه القصيرة في المجلات المصرية والعربية، كتب ما يزيد عن 40 نصًا مسرحيًا، وعُرضت له العديد من المسرحيات.
كان حجاج عضوًا في لجنة المسرح بالمجلس الأعلى للثقافة بين عامي 2009 و2011، وتولى إدارة نوادي المسرح بالهيئة العامة لقصور الثقافة.

## أعماله
مؤلفاته المسرحية:
- مسرحية «ليلة عرس سوداء»، الهيئة المصرية العامة للكتاب، 1993
- مسرحية «كليوباترا»، الهيئة العامة لقصور الثقافة، 1996[4]
- مسرحية «عرشك يا مولاي»، الهيئة العامة لقصور الثقافة، 1996
- مجموعة مسرحية «الكما هو»، الهيئة المصرية العامة للكتاب، 1999[5]
- مجموعة مسرحية «يوتوبيا ومسرحيات أخرى: بعد كده» القرانين«لا شيء يبعث على البهجة»، الهيئة العامة المصرية للكتاب، 2003[6]
- مسرحية «بيت العزلة بيت الريح»، دائرة الثقافة والإعلام بالشارقة، الإمارات، 2003
- مسرحية «حد فاهم حاجة؟»، المركز القومي للمسرح، 2006
- مسرحية «التميمة والجسد» الهيئة العامه لقصور الثقافة، 2007[7][8]
- مجموعة مسرحيات «العشاء الأخير»، اتحاد كتاب مصر، 2007
- مسرحية «مقامات الرحيل»، الهيئة المصرية العامة للكتاب، 2009
- مسرحية «آخران في الانتظار»، دائرة الثقافة والإعلام بالشارقة، الإمارات، ضمن كتاب بنك النصوص المصرية، 2010
- مسرحية «ليلة عرس: عن رواية يوسف أبو رية»، مجلة المسرح، 2012
- مسرحية «أسرار ومسرحيات أخرى»، الهيئة المصرية العامة للكتاب، 2013[9][10]
- «3 مسرحيات من زماننا: ألم الوقت، القفص، نبض التماثيل»، الهيئة العربية للمسرح، 2014[11][12]
- مسرحية «عيش السرايا ونصوص أخرى»، الهيئة العامة لقصور الثقافة، 2016[13][14][15]
- مسرحية «قضية دهب الحمار وهواجس ريحانية»، الهيئة المصرية العامة للكتاب، 2018[16]
- مسرحية«أسرار»، جريدة مسرحنا
- مسرحية«ليلة عرس»، جريدة مسرحنا
- مسرحية«فانتازيا الحكم»، جريدة مسرحنا

مسرحيات عُرضت:
- مسرحية «احتفال خاص على شرف العائلة»، مركز الهناجر للفنون، 1994، إخراج هناء عبد الفتاح
- مسرحية «مهزلة المزلقان»، مسرح منف، 1995، إخراج شريف صبحي
- مسرحية «الكما هو وهي»، مسرح الشباب، 1995، إخراج محمد عبد المعطي
- مسرحية «سوناتا»، مسرح الطليعة، 1995، إخراج انتصار عبد الفتاح
- مسرحية «المهرجون»، مركز الهناجر للفنون، 1996، إخراج هاني عبد المعتمد
- مسرحية «فانتازيا العالم الرابع»، مسرح الطليعة، 1997، إخراج شريف صبحي
- مسرحية «طبول فاوست»، مسرح السلام، 1998، إخراج انتصار عبد الفتاح
- مسرحية «خالتي صفية والدير»، مركز الهناجر للفنون، 1998، إخراج ناصر عبد المنعم
- مسرحية «البؤساء»، مركز الهناجر للفنون، 1999، إخراج حسن عبده
- مسرحية «السراية الخضرا»، مسرح الطليعة، 2001، إخراج إميل شوقي
- مسرحية «ألف شكر»، مسرح الشباب، 2003، إخراج حسن عبده
- مسرحية «العشاء الأخير»، مسرح الطليعة، 2006، إخراج أكرم مصطفى
- مسرحية «أراجوز وأراجوزتا»، معرض كتاب الأطفال، صفاقس، 2006، إخراج محمد كريم
- مسرحية «العفريت»، مسرح الشباب، 2007، إخراج محمد عبد الخالق
- مسرحية «في يوم في شهر سبعة»، مسرح البالون، 2007، إخراج محسن حلمي
- مسرحية «مافيش حاجه تضحك»، إنتاج المسرح الكوميدي، 2011، إخراج عبد الرحمن الشافعي
- عرض «القفص»، الهيئة العامة لقصور الثقافة، 2021[17]
- مسرحية «شقلبان»، إخراج محيي عبد الحي[18]
- مسرحية «آخزان في الانتظار»، مسرح الطليعة، إخراج حمادة شوشة[2]

## الجوائز
- فازت مسرحيته «احتفال خاص على شرف العائلة» على جائزة تيمور عن الهيئة المصرية العامة للكتاب عام 1993[2][3]
- جائزة الهيئة العامة لقصور الثقافة، 1995[19]
- جائزة الهيئة العامة لقصور الثقافة، 1996[19]
- جائزة شبكة راديو وتلفزيون العرب، 1995[19]
- جائزة المجلس الأعلى للثقافة، 1997[19]
- فازت مسرحيته «بيت العزلة بيت الريح» على المركز الأول في جائزة الإبداع العربي بالشارقة عام 2003[2][3]
- الجائزة الأولى، الهيئة العامة لقصور الثقافة، 2006، عن مسرحية «فانتازيا السقوط»[19]

## روابط خارجية
- سعيد حجاج على موقع قاعدة بيانات الأفلام العربية